# R-Zone
R-Zone（アールゾーン）は、1995年にタイガー・エレクトロニクス（Tiger Electronics）が発売したゲーム機。

## 概要
ゲームカートリッジ自体に透過型液晶ディスプレイが備わっていてバトルスカウターのようにゲーム画面が、右目の前に設置された透明なプラスチック製のディスプレイに投影される構造で一見、スマートグラスのような外観とは裏腹に仮想現実や拡張現実とは程遠い仕様だった。ソフトはタイガー・エレクトロニクスの既存のゲーム機のソフトが移植された。
携帯型のR-Zone X.P.G. (Xtreme Pocket Game) 等の派生機も発売されたものの、どれも短期間で姿を消した。

## ギャラリー

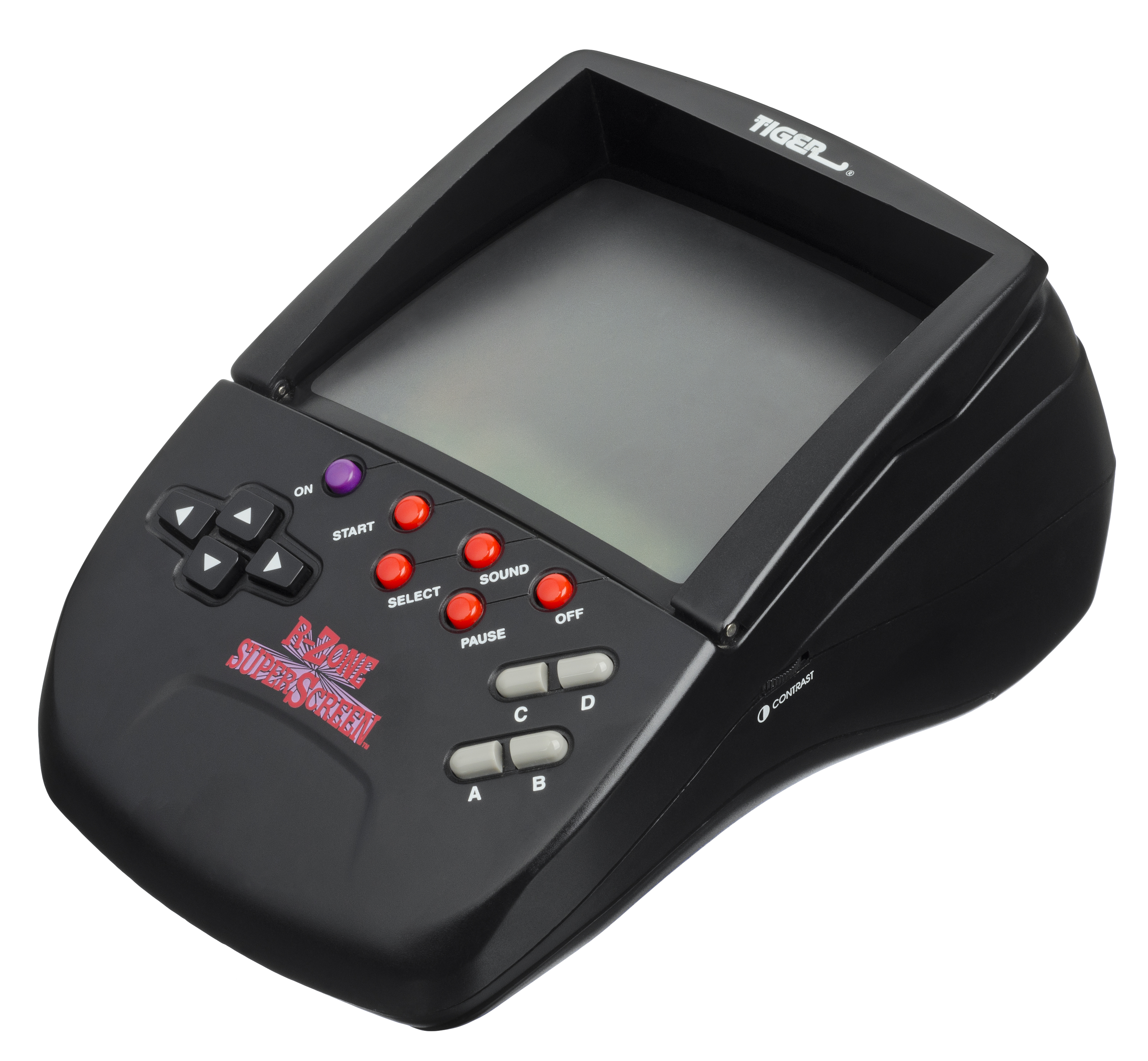
スクリーン
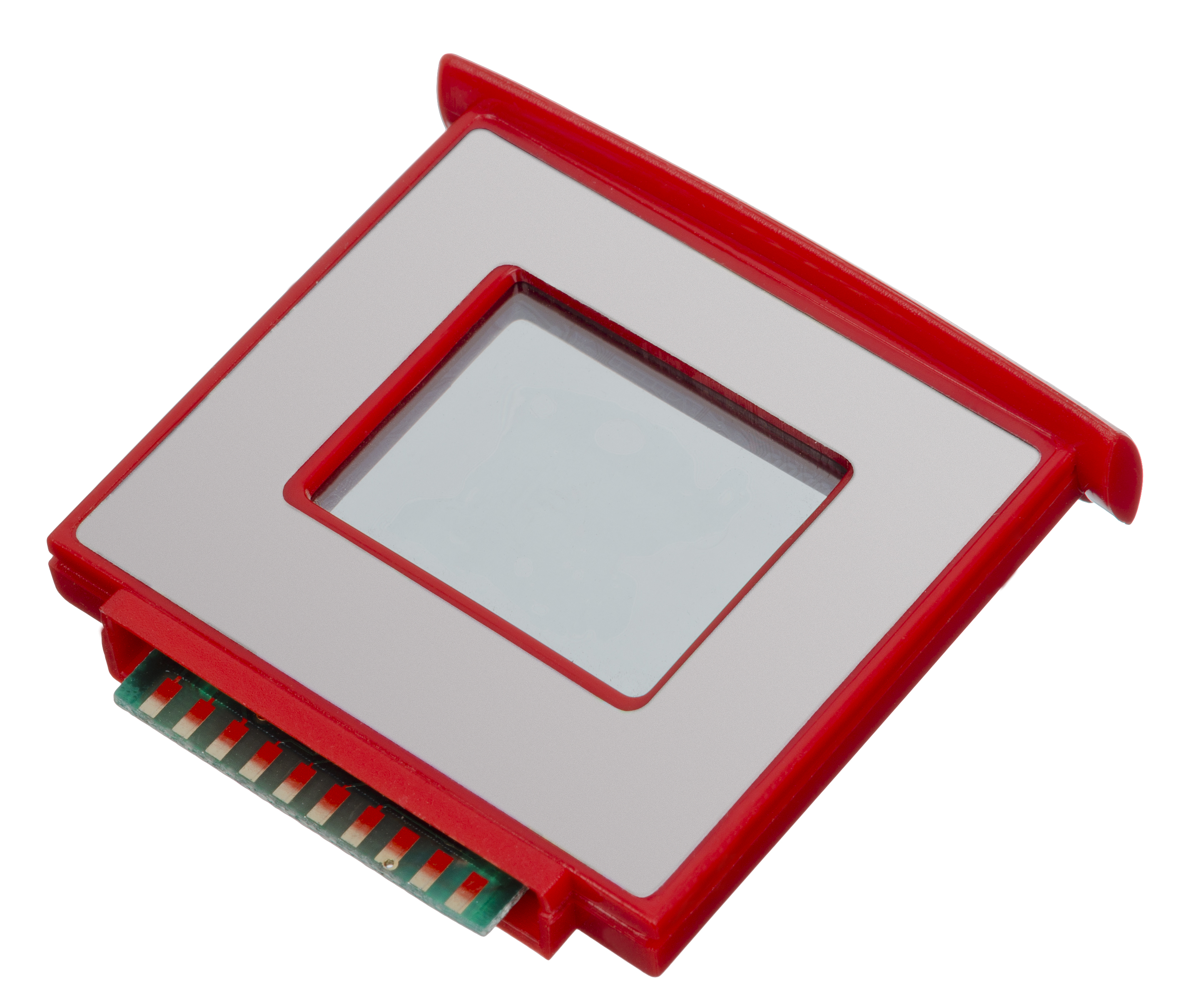
カートリッジ
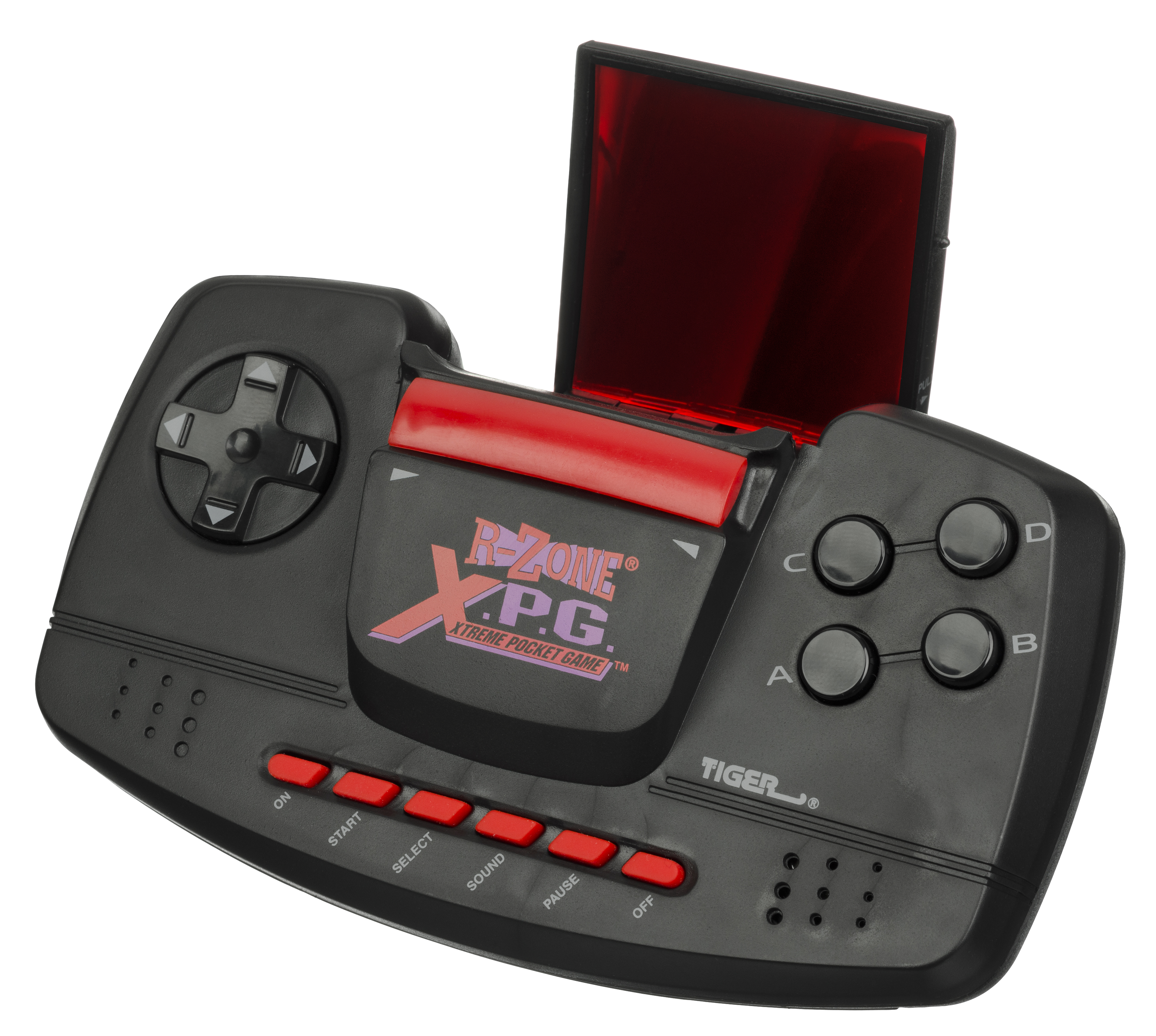
投射式ディスプレイを備える携帯仕様のR-Zone X.P.G.